# Faringe socken
Faringe socken i Uppland ingick i Närdinghundra härad, ingår sedan 1971 i Uppsala kommun och motsvarar från 2016 Faringe distrikt.
Socknens areal är 65,28 kvadratkilometer, varav 63,12 land. År 2000 fanns här 394 invånare.  Kyrkbyn Kyrkbyn med sockenkyrkan Faringe kyrka ligger i socknen.  

## Administrativ historik
Socknen har medeltida ursprung. 
Vid kommunreformen 1862 övergick socknens ansvar för de kyrkliga frågorna till Faringe församling och för de borgerliga frågorna till Faringe landskommun. Landskommunen inkorporerades 1952 i Knutby landskommun som uppgick 1971 i Uppsala kommun vilket också innebar att området överfördes från Stockholms län till Uppsala län.
1 januari 2016 inrättades distriktet Faringe, med samma omfattning som församlingen hade 1999/2000.  
Socknen har tillhört län, fögderier, tingslag och domsagor enligt vad som beskrivs i artikeln Närdinghundra härad. De indelta soldaterna tillhörde Upplands regemente, Rasbo kompani och  Livregementets dragonkår, Roslags skvadron.

## Geografi
Faringe socken ligger öster om Uppsala med Olandsån i norr och sjön Norr-Giningen i öster. Socknen är i söder en småkuperad slättbygd och är i övrigt en skogsbygd. 

## Fornlämningar
Från bronsåldern finns flera gravrösen och skärvstenshögar. Från järnåldern finns 30 gravfält. En runsten har enligt äldre uppgifter funnits här.

## Namnet
Namnet skrevs 1287 Farungy och innehåller inbyggarbeteckningen farungar bildat till far, 'farled'. Bygden ligger vid den gamla vattenled som hade förbindelse med havet.